# Université Beihang

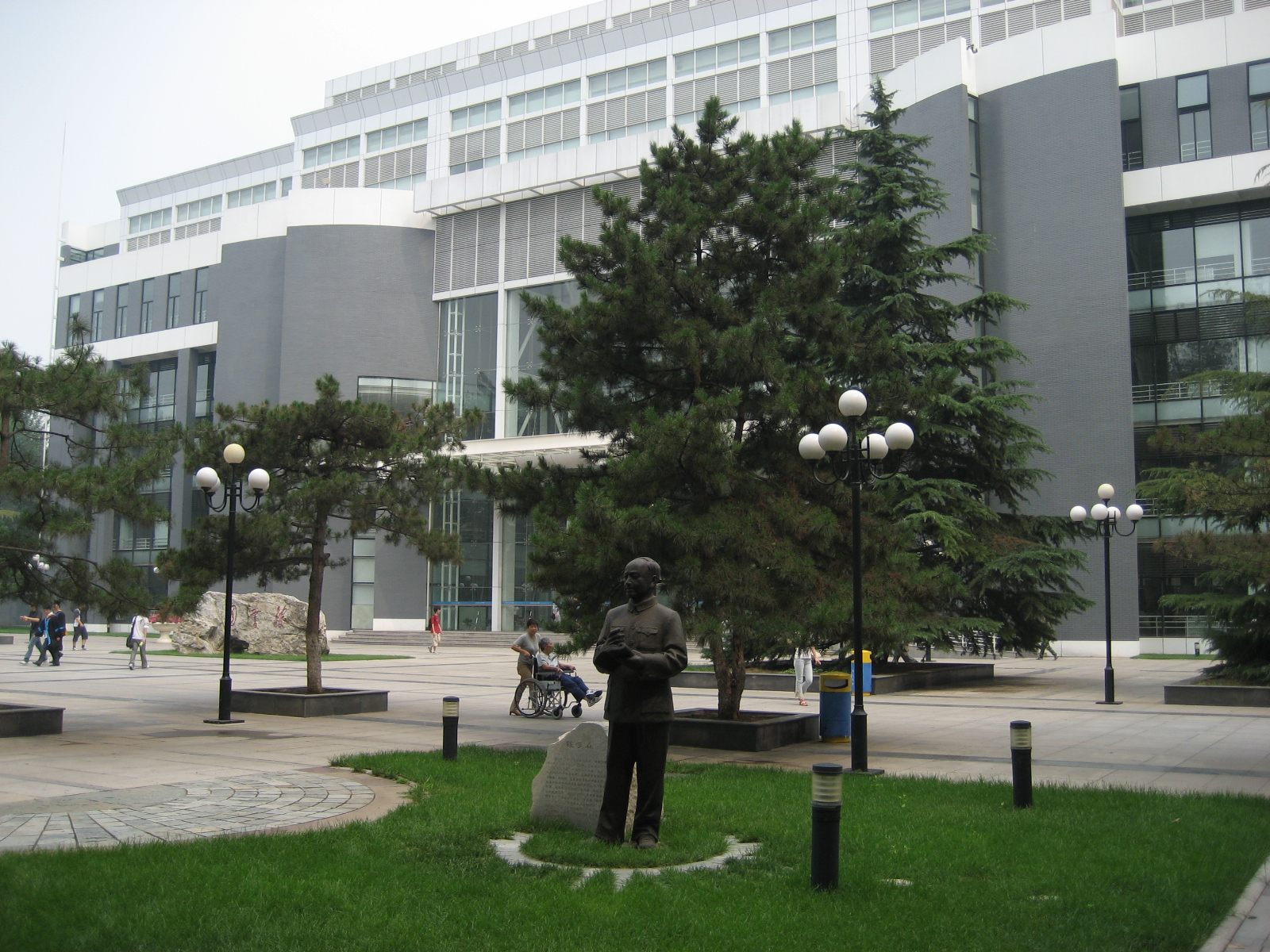
Bibliothèque de la BUAA (au premier plan statue de Qian Xuesen, un des pères du programme spatial chinois).

L'université Beihang (北京航空航天大学), également appelée Université d'aéronautique et d'astronautique de Pékin ou BUAA, est une des plus grandes universités chinoises. Fondée en 1952, c'est la première institution de recherche chinoise en aéronautique/aérospatial. Elle se situe sur le site technopolitain de Zhongguancun.
En 1952, Lu Shijiu devient membre du comité préparatoire pour la création de l'Institut d'aéronautique de Pékin (aujourd'hui l'Université Beihang). En 1962, elle fonde le programme d'aérodynamique de Beihang, le premier en Chine, et en est la première présidente.
Rassemblant aujourd'hui près de 30 000 étudiants, elle a formé de nombreux hauts responsables politiques chinois ainsi que les principaux ingénieurs de l'effort spatial chinois.
Elle a, en 2005[Quand ?], ouvert une grande école inspirée de la formation d'ingénieur généraliste française, l'École centrale de Pékin.
En 2018, l’université a signé un partenariat avec l’École nationale de l’aviation civile française visant à la création d’une université de l’aviation dans la ville de Hangzhou.